# Virgil Solis
Virgil Solis (Nuremberg, 1514 — Nuremberg, 1 de Agosto de 1564) foi desenhista, impressor, aquafortista e xilogravurista alemão. Trabalhou durante toda sua vida em Nuremberg, suas cópias foram vendidas separadamente ou acabaram se tornando ilustrações de muitos livros. Muitas das gravuras assinadas por ele podem ser obras de seus assistentes. 
Suas xilogravuras de Ovídio tiveram muita influência, embora parcialmente elas tivessem sido emprestadas de antigos ilustradores franceses tal como Bernard Salomon, tendo sido reimpressas e copiadas em muitas edições diferentes, sendo traduzidas para o latim e em muitos outros idiomas. Em 1555, ele publicou o brasão de armas do Sacro Império Romano."

## Publicações
- Etlicher gutter conterfectischer Laubwerck Art, 1553
- Passio vnsers Herren Jhesu Christi. Aus den vier Evangelisten gezogen etc.. Valentin Geyssler, Nürnberg 1553
- Wappenbüchlein zu Ehren der Röm. Kay. und Kön., 1555, 1882 in der Hirthschen Liebhaberbibliothek erneut erschienen.
- Biblia, das ist die gantze Heylige Schrifft Teutsch D. Mart. Lut. Verlag von Sigmund Feyerabend, Frankfurt am Main, 1560
- P. Ovidii Metamorphosis Oder: Wunderbarliche unnd seltzame Beschreibung von der Menschen, Thiern und anderer Creaturen Veränderung etc., allen Poeten, Malern, Goldschmiden, Bildhauwern und Liebhabern der edlen Poesi und fürnembsten Künsten nützlich und lustig zu lesen. Sigmund Feyerabend, Frankfurt am Main 1563, 1581
- Biblische Figuren deß Alten Testaments gantz künstlich gerissen, publicado entre 1562 e 1565.
- Speculum vitæ aulicæ : de admirabili fallacia et astutia vulpeculæ Reinikes libri quatuor - 1595
- Wappenbüchlein, Brasão de Armas, 1555
- Effigies Regum Francorum Omnium, a Pharamundo, Ad Henricum Vsque Tertium, Ad Viuum ... Expressæ. Cælatoribus, Virgilio Solis ... & Iusto Amman ... Accessit Epitome Χρονικω̂ν, Eorum Vitas, & Gesta Breuiter Complectens - 1576
- Aesopi Phrygis Fabulæ ... Eiconibus Veras Animalium Species ... Adumbrantes. His Accesserunt J. Posthij ... in Singulas Fabulas Epigrammata. (Aesopi ... Vita a M. Planude Conscripta.) [The Woodcuts by Virgilius Solis.]. 1566
- Omnia emblemata: Cvm commentariis, qvibvs emblematum omnium aperta origine, mens auctoris explicatur 1581